# Nádor Magda
Nádor (Nitti) Magda (Dorog, 1955. december 16. –) magyar operaénekes, drámai koloratúrszoprán.

## Pályafutása
Tíz évig tanult hegedülni a dorogi Erkel Ferenc Zeneiskolában, majd Esztergomban folytatta. 1975–1981 között a Zeneművészeti Főiskola ének szakán Fábry Edit tanítványa volt. 1981–82-ben a Magyar Állami Operaház magánénekese, 1982–1993 között a berlini Komische Oper tagja volt. 1982–1989 között vendégművész volt sok európai nagyvárosban, mint például: Drezdában, a milánói Scalában, Londonban, Stuttgartban, Berlinben a Staatsoperben, a Bécsi Staatsoperben, Münchenben, Amszterdamban, Párizsban, Rómában, a Vatikánban, Bonnban, a Salzburgi Ünnepi Játékokon, Szófiában. Koncerténekesként főleg Bach és Mozart műveket énekelt a Vatikántól a Salzburgi Mozarteumig. Súlyos betegsége után 1994-ben tért vissza. Először Miskolcra, ahol Verdi Traviatájának főszerepét énekelte, majd ismét Németországba szerződött a dessaui Felsenstein társulathoz, 1995-ben. Énekesként 1999-ben vonult vissza: Wolf-Ferrari Il Campiello című operájában, Gasparina szerepében búcsúzott el a színpadtól. Már 1990-től tanított is, 1999-től pedig a Liszt Ferenc Zeneművészeti Egyetem énekmódszertan tanára. 2003-ban doktorált. Disszertációjának címe: Nem egyformán lélegzünk. 2004-ben habilitált Egyetemi Tanárként folytatta munkáját. Több mint tíz éven keresztül tanított magyar-és nemzetközi mesterkurzusokon. 2021-ben visszavonult az énektanítástól, azóta a rossz légzéssel és beteg hanggal hozzá fordulóknak segít. A kétféle légzéssel, és ennek a mindennapi életünkre gyakorolt hatásával foglalkozó könyve, benne több mint 35 év tapasztalatának leírásával, 2022-ben jelent meg, Melyik vagyok én? címmel.

## Színházi szerepei
A Színházi Adattárban regisztrált bemutatóinak száma: 7.
- Verdi: Don Carlos....Tebaldo
- Mozart: Szöktetés a szerájból....Constanza
- Mozart: A varázsfuvola....az Éj királynője
- Rossini: Hamupipőke....Clorinda
- Offenbach: Kékszakáll....Blanche
- Verdi: Traviata....Valery Violetta
- Verdi: Rigoletto....Gilda
- Verdi: Az álarcosbál....Oscar
- Gounod: Faust....Margit
- Puccini: Bohémélet....Musetta; Mimi
- Ifj. Johann Strauß: A denevér....Rosalinda
- Mozart: Così fan tutte....Fiordiligi
- Otto Nicolai: A windsori víg nők....Frau Fluth
- Berlioz: Faust elkárhozása....Margit
- Gluck : Orfeusz és Euridiké....Euridiké
- R. Strauss: A hallgatag asszony....Isotta
- Lortzing:  A vadorzó....Bárónő
- Verdi: Luisa Miller....Luisa
- Jomelli: Fetonte....Teti
- Wolf-Ferrari: Il Campiello....Gasparina

Továbbá koncertszerű előadásban énekelt szerepei:
- Mozart: A színigazgató....Mme Herz
- Rossini: A sevillai borbély....Rosina
- Donizetti: Lammermoori Lucia....Lucia
- Donizetti: Don Pasquale....Norina
- Bellini: A puritánok....Elvira
- J. Strauss: A denevér....Adél

## Műve
- Az erő a nyugalomban rejlik (2000)
- Nem egyformán lélegzünk (2004)
- Melyik vagyok én? (2022)

## Díjai
- Bel Canto nemzetközi énekverseny (zsűri díja, 1981)
- Kammersängerin (Berlin, 1984)
- Német Kritikusok Díja (1984-85)
- A dessaui opera 3. örökös tiszteletbeli tagja (1999)
- Ágai Karola és Szendrey-Karper László Emlékérem (2023)[3]